# Suho (piosenkarz)
Suho (hangul: 수호, hancha: 守護, ur. 22 maja 1991 w Seulu), właśc. Kim Jun-myeon – południowokoreański piosenkarz, aktor i twórca tekstów. Najbardziej znany jest jako lider zespołu męskiego Exo i jego podgrupy Exo-K. Zagrał także w różnych serialach telewizyjnych i filmach, takich jak Glory Day (2016), Uju-ui byeol-i (2017) i Rich Man (2018). Zadebiutował jako solista 30 marca 2020 roku wydając minialbum Self-Portrait.

## Dyskografia

### Dyskografia solowa

#### Minialbumy
- Self-Portrait (2020)
- Grey Suit (2022)

#### Piosenki
- „Let’s Love” (kor. 사랑, 하자) (2020)

Współpraca
- „My Hero” (kor. 나의 영웅) (z Leeteukiem, Kassy & Jo Young-soo) (2016)
- „Curtain” (kor. 커튼) (z Song Young-joo) (2017)
- „Do You Have A Moment” (kor. 실례해도 될까요) (z Jang Jae-in) (2018)
- „Dinner” (z Jang Jae-in) (2018)

OST
- „Saving Santa” (z Jung Eun-ji) (Saving Santa OST, 2013)
- „Starlight” (kor. 낮에 뜨는 별) (feat. Remi) (Uju-ui byeol-i OST, 2017)
- „Beautiful Accident” (z Chenem) (Beautiful Accident OST, 2017)
- „Sedansogu” (kor. 세단소그) (How Are U Bread, 2020)

## Filmografia

### Filmy
| Rok  | Tytuł                           | Rola           |
| ---- | ------------------------------- | -------------- |
| 2007 | Kkochminam yeonswae tereosageon | tancerz        |
| 2013 | Ratujmy Mikołaja!               | Bernard (głos) |
| 2016 | Glory Day                       | Sang-woo       |
| 2018 | Yeojungsaeng A                  | Hyun Jae-hee   |
| 2019 | Seonmul (VR film)               | Ha Neul        |

### Programy telewizyjne
| Rok  | Tytuł                                        | Rola                              | Stacja telewizyjna |
| ---- | -------------------------------------------- | --------------------------------- | ------------------ |
| 2012 | Areumda-un geudae-ege                        | on sam (cameo, odc. 2)            | SBS                |
| 2014 | Chongni-wa na                                | Han Tae-woong (cameo, odc. 10-12) | KBS2               |
| 2015 | Exo Next Door (kor. 우리 옆집에 엑소가 산다) | fikcyjna wersja samego siebie     | Naver TV Cast      |
| 2017 | Uju-ui byeol-i                               | Woo-joo                           | MBC                |
| 2018 | Rich Man                                     | Lee Yoo-chan                      | Dramax, MBN        |
| 2020 | How Are U Bread                              | Han Do-woo                        | Seezn              |

### Teatr
| Rok        | Tytuł              | Rola                  | Uwagi                              |
| ---------- | ------------------ | --------------------- | ---------------------------------- |
| 2015       | School OZ          | Hans                  | Holograficzny musical; główna rola |
| 2017       | The Last Kiss      | książę koronny Rudolf | główna rola                        |
| 2018, 2020 | The Man Who Laughs | Gwynplaine            | główna rola                        |